# Fiskarborgare
Fiskarborgare var under ståndssamhällets tid i Sverige en grupp av borgarna i städerna vilka dels fiskade, dels handlade med denna fisk. 
På grund av fiskeregale krävdes särskilda privilegier för fiskerätt i älvar och hav från medeltiden. Fiskerätten kunde innefattas i stadsprivilegierna i syfte att möjliggöra handel med fisk, och de borgare som hade fiskeri och fiskhandel som sysselsättning bildade ett eget skrå, fiskarborgare. Fiskarborgarna finns belagda i historia källor från 1500-talet, men då var det redan gammal sed att handla med fisk, i synnerhet sill och strömming från Bottenviken, och alla städer i Mellansverige hade sitt skrå fiskare. Gävlefiskarna var de mest betydande fiskarborgarna, vilka länge hade monopol på fisket längs Norrlandskusten. Dock hade både Umeå, Piteå och Luleå fiskarborgare från 1600-talet och fram emot 1700-talet var Gävlefiskarnas dominans bruten. På Västkusten hade vissa hamnar fiskeprivilegium.
Fiskarborgarna begav sig till sina fiskelägen utanför staden på våren där de anställde lokalbefolkning som drängar. Beroende på hur stort område fiskarborgarna hade monopol på kunde deras fiskelägen finnas inom en längre eller kortare sträcka. Där hade de också bostäder. Fångsten skulle sedan torkas eller saltas, innan den var färdig att säljas i den egna staden eller exporteras till någon annan stad.
Fiskarborgarna försvann med när staten införde strandrätten, näringsfrihet och fri konkurrens på 1800-talet.